# Церква Костянтина та Олени (Ніжин)
Церква Костянтина та Олени, Кладовищенська церква — розташована на території Троїцького кладовища Ніжина (Грецька ділянка).
Побудовано храм у 1819-1820 роках в стилі класицизму при Грецькій богадільні та старовинному Грецькому кладовищі, на місці попередньої дерев'яної церкви. Будівництво здійснювалося коштом видатних грецьких патріотів, меценатів та просвітителів братів Зосимів. Під вівтарною стіною церкви поховані двоє з братів — Анастасій (помер у 1819 р.) та Микола (помер 1842 р.).

На могилі Анастасія Зосими вміщено епітафію такого змісту: 
«Здесь лежит раб Божий Анастасий Зосима, благородного происхождения. Его жизнь была ознаменована следующими делами: он обще с братьями своими воздвиг сей храм великим иждивением, как это всяк заметит; всегда был вместе с ними благодетелем Греции, радел о пользе ея чрез издание в свете классических книг Евгения и Никифора Мудрых и Кораи Хиосскаго, так как единогласно и велегласно вся Греция проповедует благодеяния Зосимов. Отчизну имел знаменитую — первенствующий град Эпира, древнюю столицу царя Пирра, что ныне называется Иоаннина, град славный, знаменитый и вмещающий в себе обитель муз. Он вел жизнь благочестивую, так что семидесятилетним отошел из сей жизни 1819-го января 14-го. Всеблагий Бог да упокоит и вчинит его в недрах Авраама.»
На надгробку Миколи Зосими напис свідчить: «Николай Павлович Зосима, греческий дворянин и кавалер Греческаго Командорскаго ордена Спасителя. Господи, приими дух его с миром!»
Брати Зосими прославилися не тільки багатством, але й обітницею безшлюбності, яку поклялися зберігати до звільнення їх батьківщини Греції від османського ярма. Усі свої кошти брати витрачали на благодійництво та просвітницьку діяльність: на будівництво шкіл та видання релігійної, навчальної та класичної грецької літератури. Могили братів Зосимів біля вівтаря церкви Костянтина та Олени були зруйновані за роки радянської влади та відновлені у 1993 році завдяки ініціативі громадськості міста.
М.Гоголь описав освячення церкви на Грецькому кладовищі у своєму юнацькому сатиричному творі «Нечто о Нежине, или Дуракам закон не писан». При освяченні храму відбулися суперечки між багатими та незаможними членами грецької громади за право стояти у перших лавах під час відправи.
В даний час храм Костянтина і Олени в Ніжині переданий у користування громади Української Православної Церкви (Київський Патріархат). Протягом 2004—2006 коштом парафії Всіх Святих УПЦ КП міста Ніжина здійснено ремонт та консервацію перекрить та даху церкви, встановлено визолочені хрести. Проте зазначених заходів не достатньо і церква досі виглядає аварійно.
З 2017 року богослужіння в притворі і біля храму здійснюють священики Всіхсвятської церкви УПЦ КП м. Ніжина (почергово).

## Благодійницька та видавничо-просвітницька діяльністьбратів Зосимів
Кожний народ має своїх героїв, велетнів духу й думки, подвижників і мучеників за віру, борців за правду і волю, видатних вчених, просвітителів та меценатів, котрі все своє життя поклали на вівтар служіння ідеалам добра, справедливості, милосердя та братолюбства. Без сумніву, до яскравої плеяди видатних діячів грецької еміграції в Україні та Росії XVII—XVIII ст. можна віднести шляхетних братів Зоя, Анастасія та Миколая Зосимів, життя та діяльність яких були тісно пов'язані з містом Ніжином та Ніжинським грецьким братством.
Волею долі на старому міському кладовищі в Ніжині зберігся грецький куточок. Майже два століття тут ховали членів ніжинської грецької громади. Вічною згадкою про славну її історію на холодному камінні надгробків залишились написи грецькою та російською мовами. До вівтарної стіни кладовищенської церкви рівноапостольних Костянтина та Олени притулилился два масивні, потемнілі від часу надгробки. Не без труднощів можна прочитати каліграфічні літери: «Николай Павлович Зосима, греческий дворянин и кавалер Греческаго Командорскаго ордена Спасителя.» На бічних поверхнях іншого читаємо: «Здесь лежит раб Божий Анастасий Зосима, благородного происхождения. Его жизнь была ознаменована следующими делами: он обще с братьями своими воздвиг сей храм великим иждивением, как это всяк заметит; всегда был вместе с ними благодетелем Греции, радел о пользе ея чрез издание в свете классических книг Евгения и Никифора Мудрых и Кораи Хиосскаго, так как единогласно и велегласно вся Греция проповедует благодеяния Зосимов. Отчизну имел знаменитую — первенствующий град Эпира, древнюю столицу царя Пирра, что ныне называется Иоаннина, град славный, знаменитый и вмещающий в себе обитель муз. Он вел жизнь благочестивую, так что семидесятилетним отошел из сей жизни 1819-го января 14-го. Всеблагий Бог да упокоит и вчинит его в недрах Авраама.»
Як опинились благородні грецькі патріоти брати Анастасій та Микола Зосими у провінційному українському місті Ніжині? Чим заслужили вони вдячну пам'ять своїх співвітчизників?
 На превеликий жаль, біографічні відомості про братів Зосимів дуже скупі: самі вони не залишили про себе майже ніяких документів автобіографічного характеру, а спогади сучасників, хоча й надзвичайно захоплені та емоційні, містять небагато фактичного матеріалу. Тепер дослідники в Україні та Греції змушені крупиця за крупицею, факт за фактом відшукувати відомості про життя та діяльність братів Зосимів, щоб бодай у загальних рисах з'ясувати їх життєвий шлях.
Брати Іоанн, Феодосій, Анастасій, Зой та Микола Зосими (Зосимаді, або як їх називали в Ніжині за місцевою вимовою — Жушми, Жужміни), а також їхні сестри Олександра, Зоїця та Ангеліка народилися у 1750-1760-х рр. в Греції, в невеличкому селищі Грамено або в стародавньому адміністративному центрі Епіру місті Яніна (точне місце народження невідоме). Виховувалися вони в православній родині грецьких патріотів. Від свого батька Хатзі-Панайоті Зосими, успадкували вони не тільки рід занять та певний капітал, але й щиру любов до своєї поневоленої Батьківщини.
Значна частина грецької діаспори знайшла свій другий дім на сусідніх православних землях тодішньої України та Росії. Протягом XVI—XIX ст. виникають грецькі колонії в Ніжині, Києві, Львові, Таганрозі, Феодосії, Маріуполі, Одесі та інших містах (Санкт-Петербурзі, Москві тощо). Намагаючись зберегти свою традиційну культуру, православну віру та рідну мову, греки селилися компактними групами, засновували свої школи, бібліотеки та братства, будували церкви та монастирі.
Важливу роль у торгово-економічних та культурних взаєминах з країнами Західної а Східної Європи в цей період відігравали північні провінції Греції, зокрема — Епір та його адміністративний центр місто Яніна. Місцеві купці та підприємці засновували великі фірми та банківські контори, які приносили величезні прибутки. У свою чергу економіка міста сприяла бурхливому культурному розквіту та поширенню ідей національного визволення. Особливо ці процеси пожвавлюються наприкінці XVIII ст. під впливом ідей Просвітництва та подій Французької революції.
До ліберально-просвітницького крила грецького національного руху належали й брати Зосими. Грецькі просвітителі вважали, що звільненню від турецького ярма і створенню грецької держави повинно передувати духовне відродження нації. Своєрідний девіз грецьких лібералів того часу проголосив майбутній президент незалежної Грецької Республіки І.Каподістрія, котрий говорив: «спочатку ми повинні просвітити греків, а потім вже створювати Грецію.»
У 1770-1780-х рр. брати Зосими залишили Грецію. На жаль, точної дати цієї події ми не знаємо. Займаючись комерційними справами, подорожували вони різними європейськими країнами. Зрештою, Михайло та Феодосій Зосима осіли в італійському місті Ліворно, де прославили себе благодійництвом, а інших братів доля привела на терени тодішньої Російської імперії. Анастасій та Микола обрали місцем перебування Ніжин, а Зой невдовзі перебрався до Москви (Іоанна Зосими тоді вже не було в живих). Можна гадати, що першим у Ніжин прибув Анастасій Зосима. Його підпис знаходимо під постановою Ніжинського Грецького Братства, що датується 1773 роком. А в нотаріальному документі 1842 року, що затверджував заповіт Миколи Зосими, стверджувалось, що він жив у Ніжині «з давніх часів, більше 50 років».
Грецька громада в Ніжині, до котрої були записані брати Анастасій та Микола Зосимá як «іноземні греки», нараховувала на той час вже понад 100 років насиченої подіями історії. Перші офіційні документи, що засвідчували існування грецької громади в Ніжині та зберігалися в архіві Ніжинського Грецького Братства, датуються травнем 1657 року, коли гетьман Богдан Хмельницький дозволив грецьким купцям вільно торгувати в українських містах. Саме грецькі комерсанти, які обрали Ніжин для заснування своєї колонії, претворили це велике полкове місто на важливий осередок посередницької торгівлі на шляху з Києва до Москви. У 1680 році ніжинські греки розпочинають будівництво православних храмів, створюють церковне братство, реформоване 1687 року у своєрідне культурно-релігійне об'єднання усіх грецьких поселенців, при якому діяли і цілком світські установи — суд, школа та шпиталь. Українські гетьмани та російські самодержці своїми універсалами неодноразово підтверджували привілеї ніжинських греків.
На момент прибуття в Ніжин братів Зосимів місцева грецька громада була досить численною. За ревізією 1782 року з 11704 мешканців міста 765 були греками. З 1785 року за наказом імператриці Катерини II в Ніжині було запроваджено орган місцевого самоврядування грецької громади — Ніжинський Грецький Магістрат.
Брати успадкували надзвичайно великий капітал. Цю спадщину вони збільшили в результаті успішної комерційноїної діяльності. Торгівля іноземними товарами була для братів головною статтею прибутків. Фірма братів Зосимів мала свої контори не тільки в Ніжині, але й Москві та Флоренції. Вони привозили до Європи товари з далеких східних країв, в тому числі з Кітаю, міняли російську сировину на промислові вироби Західної Європи, особливо — тканину. Торговельні агенти братів Зосимів діяли в різних куточках світу. Відомий знавець історії грецької торговельної колонії в Ніжині історик К. В. Харлампович відшукав свого часу відомості, що 1792 року ніжинський грек Анастасій Жушма (тобто — Зосима) відправляв свого прикажчика у Катеринослав і Таврійську область, а звідти через Чорне море до Царгорода для провозу різноманітних товарів та вирішення комерційних справ.
Але на відміну від інших членів грецької громади Ніжина, брати Зосими вели досить відлюдний спосіб життя, витрачаючи всі свої кошти на численні благодійні справи. Внаслідок цього за ними закріпилася репутація диваків, про братів ходило чимало легенд та переказів. Так, розповідали, що рубіжною подією для братів Зосимів стала раптова смерть Феодосія. Після 15 років комерційної діяльності та розлуки з іншими братами, він отримав запрошення відвідати Росію. У травні 1791 року Феодосій Зосима вирушив з Ліворно, маючи намір зустрітися з братами і знов повернутися в Італію, але на шляху до Санкт-Петербургу тяжко захворів. Після прибуття в Росію його хвороба різко загострилася. Невдовзі, 17 жовтня 1791 року, він помер на 36 році життя і був похований у Москві на цвинтарі Донського монастиря. За переказами, після похорону Феодосія брати Зосимáвирішили припинити всі свої торговельні операції та заприсяглися один перед одним вести самотній та аскетичний спосіб життя, ніколи не одружуватись, не витрачати на свої потреби нічого зайвого, окрім найнеобхіднішого, присвятивши усі свої сили та заощадження просвіченню греків та визволенню Греції, на розвиток національної освіти та культури.
Мусимо визнати що останнє твердження вірне тільки частково. Дійсно, жоден з братів Зосимáне був одружений і не залишив прямих нащадків. Архівні документи підтверджують, що брати згортали свою комерційну діяльність, але не всі одночасно, а поступово, в міру того, як вік і стан здоров'я ставали їм на перешкоді. Так, у архівах зберігся лист Анастасія Зосими від 1808 року, в якому він підтверджує, що його брат Зой вже припинив свої комерційні справи, у той час, як він сам та брат Микола продовжували торгувати юфтю (обробленою шкірою) в портовому місті Триєсті через посередництво свого племінника Димитрія Гаделло, котрий, у свою чергу, мешкав в прикордонному місті Бродах.
Численні тогочасні джерела засвідчують благодійництво та меценатську діяльність братів Зосимá. Вони щороку надсилали у далеку Грецію коштовності та великі суми грошей для роздачі бідним та знедоленим, на викуп кинутих до боргової в'язниці, для створення і утримання богоугодних закладів, православних храмів, заснування шкіл, бібліотек, лікарень. На відміну від інших заможних греків-купців у Ніжині, брати Зосими не мали великого штату прислуги, і зовсім не було у них селян-кріпаків. Так, у списках мешканців міста, що датовані 1806 роком, позначено в приході Свято-Троїцької церкви (колишня вулиця Грецька, а тепер — Гребінки) «дом грека Анастасия Шушмы, в коем временно живет брат его Николай Павлов Шушма, племянник их 1, служителька их 1.» В тому ж таки документі знаходимо згадку про деяких греків-купців, у яких позначено декілька чоловік обслуги і біля 10, а то й більше кріпаків. Отже, незважаючи на свій величезний капітал, брати Зосими обходились допомогою лише однієї служниці.
Треба відзначити, що брати Зосимá були не поодинокими у своїх благодійних справах. Серед діячів грецької діаспори в Україні та Росії того часу було чимало меценатів та жертводавців. Розпочинаючи свої благодійні справи, брати наслідували приклад свого земляка та старшого за віком приятеля Зоя Константиновича Каплані (1736—1806), який тривалий час торгував у Бухаресті, Ніжині та Москві. Одним з перших серед греків він вклав свій капітал в сохранну казну Московського Виховного будинку, призначивши їх на благодійні цілі. У 1797 році він власним коштом відкрив у своєму рідному місті Яніні лікарню та училище свого імені. Одночасно з братами Зосимами в Ніжині мешкали і уславились просвітницькими та благодійними справами Зой Каплані, брати Георгій та Манфо (Матвій) Різарі, Георгій Кромміда та інші.
Брати Зосимá також вирішили заснувати у своєму рідномумісті Яніна велике Грецьке училище, розраховане на 300 учнів в якому головними предметами викладання були філософія, богослов'я та математика. Тим більше, що училище Зоя Каплані, капітали якого знаходилися в банках Венеціанської республіки, невдовзі після її падіння прийшло в занепад. З цією метою брати Зосими вклали у сохранну казну при Московському Виховному Будинкові значну суму грошей, відсотки з якої призначалися на утримання штату викладачів, сплату стипендії найбіднішим учням та придбання книг для бібліотеки училища. Але цей капітал тривалий час лишався незастосованим за призначенням, оскільки в Греції не була сприятливих умов для розвитку національної освіти. Реалізувати цей благородний задум братам Зосимам пощастило лише 1828 року, після повалення в Греції турецького окупаційного режиму.
Щоб забезпечити необхідною літературою грецькі школи та бібліотеки як у себе на Батьківщині, так і в країнах Європи, брати Зосими почали фінансувати видання книг. За 40 років невтомної просвітницької діяльності вони власним коштом видали понад вісім десятків найменувань книг з історії, філософії, богослов'я, математики, філології, географії, зоології, медицини, тощо. Надзвичайно великої уваги приділяли вони виданню біблійної літератури, особливо Старого й Нового Заповіту, творів святих отців та вчителів Церкви. Ці гарно оздоблені книги виходили грецькою, російською та латинською мовами в найкращих друкарнях Афін, Парижа, Венеції, Болоньї, Лейпціга, Відня, Петербурга, Москви, після чого великими партіями безкоштовно розсилалися по навчальних закладах. На ниві плідної видавничої діяльності брати Зосими входили в дружнє спілкування з найвидатнішими грецькими вченими-просвітителями, мислителями європейського рівня К.Іконому, Є.Булгарісом, Н.Теотокі, А.Кораїсом.
Теплі дружні взаємини пов'язували братів Зосимів з яскравими представниками грецького просвітництва кінця XVII—XVIII ст. Євгенієм Булгарісом та Нікіфором Теотокі. Уславлений діяч грецької діаспори в тогочасній Росії Євгеній Булгаріс (1716—1806) походив з еллінізованої болгарської родини, був справжнім вченим-енциклопедистом, глибоким знавцем багатьох іноземних мов, близьким знайомим та багаторічним кореспондентом французького просвітителя Вольтера та перекладачем його творів грецькою мовою. Тривалий час він був викладачем в Яніні, де, імовірно, й зблизився з родиною Зосимів. Емігрувавши до Росії, він деякий час завідував бібліотекою імператриці Катерини ІІ, а згодом — займав посаду архієпископа Слов'янського та Херсонського, резиденція якого містилася у Полтавському Хрестовоздвиженському монастирі. За фінансової допомоги братів Зосимів Євген Булгаріс видав чимало власних філософських та богословських трактатів, а також перекладів праць іноземних авторів. Надзвичайно цікавим є той факт, що видатний вчений перед смертю всі свої ще не видані рукописи заповідав саме братам Зосимам.
Найближчим приятелем та учнем Є. Булгаріса був нащадок грецького аристократичного роду Нікіфор Теотокі (1731—1800), який у 1781 році змінив свого духовного наставника на посаді Херсонського єпископа, а згодом займав вищі церковні посади в Астрахані та Ставрополі. Цей видатний вчений і богослов був автором величезної кількості книг, підручників, навчальних посібників для грецьких шкіл, богословських трактатів. Але головною працею Н. Теотокі, виданню якої також сприяли брати Зосими, стала книга «Kiriakodromion» або «Тлумачення» недільних Євангелій та Апостолів. Цей богословський трактат витримав кілька видань, у тому числі — російською мовою.
Брати Зосими підтримували взаємини з найкращими представниками грецької діаспори і в країнах Західної Європи. Разом з відомим діячем грецького національного руху Адамандіосом Кораїсом (1748—1833), який через переслідування турецького уряду майже все своє життя був змушений жити у Парижі, брати Зосими започаткували у 1805 році видання 26-томної «Еллінської бібліотеки», унікальної збірки творів класичних давньогрецьких авторів: Гомера, Плутарха, Ісократа, Діогена Лаертського, Езопа, Фукідіда та інших. Це видання, фінансування якого взяли на себе брати Зосими, мало справді історичне значення для національно-культурного відродження грецького народу, оскільки саме воно поклало початок літературній новогрецькій мові.
Але не тільки про далеку Грецію дбали брати Зосими. Не забували вони у своїх благодійних справах і ту країну, що стала для них волею долі другою батьківщиною. Зой Павлович Зосима, який був записаний «для производства свободной торговли в московские именитые граждане» і мешкав у Москві в будинку Грецького Нікольського монастиря, у себе вдома створив приватний музей. Всім бажаючим він охоче демонстрував унікальну колекцію антикварних речей, рідкісних коштовностей та дорогоцінних нагород. У 1820 році журнал «Отечественные записки» надрукував схвальний відгук про цю колекцію, якій, на думку сучасників, не було рівних в Європі, і яка, за висловом видавця, «представляет полный и наставительный ряд исторических памятников». Про цінність колекції Зоя Павловича Зосими говорить вже той факт, що відомий московський історик, автор першої у своєму роді узагальнюючої історіографічної праці «Опыт русской историографии» В. С. Іконников включив її опис, як і повідомлення про пожертви братів Зосимів бібліотеці Московського університету, до своєї книги.
Активну благодійну працю братів Зосимá високо оцінили сучасники. Відомий історик Дмитро Миколайович Бантиш-Каменський, який, до речі, теж мав ніжинське коріння і особисто був знайомий з братами, у 1810 році писав: «Кому неизвестны знатные пожертвования, делаемые Зосимами для восстановления в Отечестве их прежних времен Софоклов и Демосфенов!.. Желательно, чтоб и другие, имеющие достаточное состояние греки подражали похвальному примеру сих патриотов в любви их к Отечеству и просвещению оного». У 1804 році уряд Іонійської Республіки, враховуючи багаторічне невтомне благодійництво братів Зосимів, пожалував їм диплом на дворянство. На дворянському гербі, пожалуваному братам Зосимам, було зображено сову в лавровому вінку — символ мудрості та просвітництва. Серед нагород, якими був відзначений Зой Павлович, російські ордени Св. Анни та Св. Володимира, а також Грецький Командорський орден Спасителя — вища відзнака грецького уряду, якою нагороджували діячів національного руху в діаспорі. Кавалером ордену Спасителя 2 та 3 ступенів був також і Микола Зосима.
Благодійництво Зоя Зосими, який від імені братів мав право розпоряджатися капіталами, поширювалось на Московський університет, Медично-хірургічну академію, Практичну комерційну академію, Московську губернську гімназію. Брати Зосими жертвували величезні суми грошей на утримання викладачів та поповнення бібліотек цих навчальних закладів, фінансували дослідницьку і видавничу діяльність багатьох наукових установ. За величезний внесок в розвиток науки та освіти Зой Зосима був обраний почесним членом багатьох наукових товариств Європи та Росії, зокрема — Товариства дослідників природи при Московському університеті, Медично-хірургічної та Практичної академій, Товариства історії і старожитностей російських, тощо. Коли у 1811 році останнє вирішило здійснити ґрунтовне джерелознавче видання найціннішого твору давньоруської історіографії — літопису відомого Києво-Печерського ченця Нестора-літописця, Анастасій Павлович Зосима виділив з цією метою на потреби Товариства 3600 карбованців, за що отримав похвальний лист від самого імператора Олександра І. На превеликий жаль, події російсько-французької війни 1812 р., а особливо — жорстока пожежа, що знищила бібліотеку Товариства під час захоплення Москви армією Наполеона, зашкодили цим планам. Підготовлений Товариством до друку літопис за Лаврентіївським списком побачив світ лише 1824 р.
Чимало добрих справ зробили брати Зосими і для грецької громади в Ніжині. Так, 9 квітня (за ст. стилем) 1807 року вони поклали в сохранну казну при Московському Імператорському Виховному Будинкові велику суму грошей, відсотки з яких призначалися на утримання найбідніших членів Ніжинського Грецького братства. Копію банківського білета через Анастасія Зосими брати надіслали в Ніжинський Грецький Магістрат, а розпорядниками грошей призначили епітропів (старост) грецьких Михайлівської та Всіхсвятської церков. В офіційній заяві братів Зосимів проголошувалось: «От дворянина Республики Семи Соединенных Островов, временно записанного для производства свободной торговли в Московские именитые граждане Зоя Павлова Зосимы с своими тремя братьями Анастасием, Николаем и Михаилом, объявление: …взносим мы в оную сохранную казну денег государственными ассигнациями шесть тысяч рублей на вечное время из пяти процентов с следующим условием,… дабы благоволено было дать нам билет в оной сумме на имя епитропов, тоесть старост Нежинской церкви Святых архангелов Михаила и Гавриила, и на оном же монастыре другой Греческой церкви Всех Святых, повременно греческим обществом тамо избираемых, с тем условием, дабы получаемые с того капитала проценты употребляемы были оными епитропами в пользу бедных оного общества.» Цей документ, підписаний від імені братів Зоєм та Анастасієм Зосимами, зберігся до нашого часу.
Перебуваючи в близьких стосунках з архімандритом Ніжинського Благовіщенського монастиря, вихідцем з Чорногорії та вихованцем Києво-Могилянської академії Віктором Черняєвим, брати Зосими фінансували розпочаті ним у цьому монастирі ремонтні роботи, зокрема пожертвували значну суму на відбудову соборного храму та спорудження в ньому величного іконостасу. У 1815 році брати Зосими видали власним коштом у Москві книгу І.Чернова з історії цього монастиря. В музеї рідкісної книги Ніжинського педагогічного університету до цього часу зберігається це унікальне видання, а також грецька Біблія з автографом Віктора Черняєва, видана братами Зосимами і подарована першому директору Ніжинського Ліцею князя Безбородька Василю Кукольнику.
На місці старої дерев'яної церкви на Грецькому кладовищі в Ніжині Анастасій Зосима озпочав будівництво кам'яного храму «во имя св. Иоанна Предтечи и св. равноапостольных Константина и Елены с таковою же при нем колокольнею, с благословения архипастыря Черниговского и Нежинского… для Нежинского Греческого общества». Але 14 січня 1819 року після тривалої хвороби Анастасій помер і був з почестями похований в склепі біля вівтарної стіни недобудованого храму. Благородну справу свого брата невдовзі продовжив Микола Зосима, який і закінчив спорудження. У 1822 році відбулося урочисте освячення Константино-Оленінської церкви. Цікаво, що з обставинами будівництва та освячення цього храму був добре обізнаний тоді ще юний Микола Васильович Гоголь, який в той час навчався в Ніжинському Ліцеї князя Безбородька. У першому сатиричному творі майбутнього письменника, присвяченому подіям провінційного життя тодішнього Ніжина, який не дійшов до нашого часу, містився розділ: «Освящение церкви на Греческом кладбище». Пізніше, у 1833 році, Микола Зосимá звернувся до Ніжинського Грецького Магістрату з пропозицією запросити для цього храму окремого священика (оскільки традиційно кладовищенські церкви не мали окремого приходу) та запропонував за свій кошт побудувати для нього окремий будинок.
Церква Св. Костянтина та Олени
Брати Анастасій та Микола Зосими не могли залишитися байдужими і до таких справ Ніжинської Грецької громади, як відкриття лікарні та побудова кам'яного корпусу інвалідного будинку для хворих та знедолених греків при церкві Костянтина та Олени на Грецькому кладовищі. Брати брали активну участь у фінансуванні цієї доброї справи. Їх підписи разом з підписами інших членів громади та Грецького Магістрату знаходимо на відповідних документах, що дійшли до нашого часу. У 1818 році брати пожертвували кошти на придбання білизни, ковдр, матраців, теплого одягу та інших необхідних речей для хворих.
У 1821 році в Греції розпочалися історичні події: патріотично налаштовані молоді представники національної еліти підняли повстання проти турецьких завойовників. Організаційним центром повстання стало таємне товариство грецьких патріотів «Філікі Етерія», котре базувалося в Одесі. На жаль, нам сьогодні невідомі достеменні факти, які б підтверджували пряму участь братів Зосимів в таємному товаристві. Але як патріоти своєї Батьківщини, вони не могли не співчувати грецькому національно-визвольному рухові. Навіть більше: можна стверджувати, що брати напевне знали про існування таємної організації. Вони були в близьких стосунках з двома видатними особами — ніжинським греком Антоном Комізопулосом та московським комерсантом, майбутнім грецьким консулом в Росії, Миколою Патзімадісом (Пачімаді). Останні обидва товаришували один з одним і мешкали в Москві, де постійно перебував Зой Павлович Зосимá і часто бували його брати Анастасій та Микола. Незадовго до своєї смерті, у 1841 р., Микола Павлович Зосима призначив Комізопулоса та Патзімадіса своїми душеприкаж-чиками, тобто розпорядниками заповіданого родинного капіталу.
Комізопулос і Патзімадіс, у свою чергу, були добре знайомі з видатним грецьким діячем і майбутнім першим президентом незалежної Греції І.Каподістрієм, засновниками «Філікі Етерія» Е.Ксантосом та А.Цакаловим (батьки останнього, вихідці з Яніни, теж жили та торгували в Ніжині), активним діячем і в майбутньому керівником цієї організації О.Іпсіланті. До того ж А.Комізопулос входив до складу «Архе» — керівної п'ятірки «Філікі Етерія», а Патзімадіс невдовзі став його найближчим помічником. У 1819 році Ксантос в надії зміцнити свою організацію, здійснив подорож до Росії, відвідав Ніжин, де в цей час мешкали брати Зосими, а після цього вирушив до Москви для зустрічі з Комізопулосом і Патзімадісом. Вдруге Ксантос у супроводі О.Іпсіланті відвідав Ніжин у 1820 році, хоча про обставини цих двох візитів відомо дуже мало. Звичайно, брати Зосими не могли не знати про енергійну діяльність молодих патріотів Греції, але прихильність останніх до революційних методів боротьби та віковий бар'єр (Зой, Анастасій та Микола Зосими в середньому були на 20-30 років старшими від керівників «Етерії») робили неможливою пряму участь братів в діяльності організації.
Незважаючи на те, що брати Зосимá вважали організацію збройного повстання проти турецьких поневолювачів передчасною, вони все ж таки фінансували діяльність «Філікі Етерії», як це робили й інші заможні греки-патріоти, зокрема відомі ніжинські комерсанти брати Різарі. Коли «етеристи» звернулися за допомогою до Зоя Зосими, він охоче пожертвував на потреби цієї організації досить значну суму грошей. Факт такої допомоги підтвер-джує і лист митрополита Угровлахії Ігнатія від 10 липня 1821 року до братів Зосимá, в якому православний ієрарх висловлював подяку братам за фінансову підтримку і просив надіслати повстанцям в Молдавській та Мут'янській землі зброю (рушниці, гармати, порох та кулі) для боротьби проти турків-поневолювачів.
Але не тільки з полум'яними патріотами приходилось спілкуватися братам Зосимам. В той час серед греків-емігрантів було чимало авантюристів, які намагалися нажитися на патріотичних почуттях своїх заможних співвітчизників. У 1824 році в Москві стала відомою так звана справа грека Севініса, офіцера російської армії, котрий увійшов у довіру до Зоя Павловича Зосими, випросив у нього значну суму грошей начеб-то на підтримку поневолених греків, а згодом шахрайством заволодів частиною його коштовної колекції. Але справа відкрилась, і шахрай був заарештований. А брати Зосими на майбутнє були змушені обережно ставитися до численних прохачів фінансової допомоги.
Пройшовши через кілька драматичних етапів, грецька національновизвольна революція закінчилась проголошенням у 1830 році державної незалежності. Але тільки одному з братів Зосимá пощастило дожити до цього омріяного патріотами часу. 28 серпня (за ст. стилем) 1827 року в Москві помер Зой Павлович Зосимá, і його поховали на цвинтарі Донського монастиря, поруч з братом Феодосієм. Перед смертю він залишив право розпоряджатися капіталами останньому і наймолодшому з братів — Миколі.
Віддавши перевагу провінційному Ніжину перед метушливими столицями, Микола Павлович Зосимá скромно доживав останні роки свого життя майже безвиїзно у своєму невеличкому кам'яному будинку, який придбав собі в Преображенському приході біля самої огорожі Спасо-Преображенської церкви (на розі сучасних вулиць Московської та Дзержинського; будинок, на жаль, не зберігся). Тут він і став очевидцем та учасником всіх урочистостей, якими ніжинські греки відсвяткували проголошення незалежності своєї держави. Як стверджували очевидці, ці урочистості в Ніжині були особливо величними. Так, 20 жовтня 1829 року, в день підписання Адріанопольської мирної угоди, яка проголосила звільнення Греції від турецького панування, цілий день у всіх ніжинських храмах дзвонили дзвони, стріляли гармати, а ввечері всі центральні вулиці міста, храми та дзвіниці до самих хрестів були ілюміновані різнокольоровими ліхтарями.
Книга, що була видана коштом братів Зосимів
За свідченням сучасників та архівних джерел, Микола Павлович Зосима вів досить скромний спосіб життя, продовжуючи, наскільки давали можливість залишки колись величезного капіталу, добродійні справи своїх братів.
14 червня 1827 новообраний Президент незалежної Греції граф Іоанніс Каподістрія направив емоційного листа до грецьких комерсантів та благодійників, що змушені були жити у Російській імперії, закликаючи їх надати Hello!фінансову допомогу для відродження батьківщини. Зокрема, він писав: «Добродіям Зосимі, Кості, Бубі, Ксиді, Пачимаді, Гаргулі, Паллі, Тсумага, Матса, Різарі та Кумбарі, грецьким комерсантам у Москві. Любі співвітчизники! Я вважаю, що настав час надати грошову допомогу для спасіння нашої Батьківщини!.. Я звернувся до всіх наших співітчизників у Європі, бо знаю, що вони мають можливість надати фінансову допомогу, мають репутацію чесних громадян і прагнуть допомогти… Певний час у скарбниці Виховного Будинку в Москві знаходиться сума грошей, відсотки від якої призначені на допомогу школам Яніни, але ці гроші не були отримані, бо почалася війна; але впродовж тривалого часу вони були розумно вкладені уповноваженими під відсотки… Прийшов час використати ці гроші для відродження нашої Батьківщини, для відновлення шкіл. Любий друже, пан Зосима, ви маєте можливість розпорядитися цими грошіма, як вважаєте за потрібне. Ви, панове Буба, Горголі, Паллі, уповноважені пана Зоя Каплані та інших благодійників Яніни. Розпоряджайтеся грошіма, як вважаєте корисним, але за погодженням з іншими янінцями… Від підйому Греції залежить і відродження шкіл в Яніні. І якщо бажаєте, то сприяйте порятунку народу, і тоді мета благодійників буде досягнута. Якщо нація буде втрачена, чи будуть потрібні нам гроші, що збільшуються з року в рік?… І якщо гроші будуть некорисними для народу, і всі зусилля благодійників лишаться марними, чи буде Ваше сумління чистим? Отже, не гайте часу з наданням відсотків, бо дні минають, а Вітчизна чекає порятунку.» Микола Павлович негайно відгукнувся на це звернення. Саме тоді й почала діяти в Яніні заснована братами «Загальна Грецька Школа». У 1841 році за побажанням Миколи Павловича цьому навчальному закладу було офіційно надано ім'я братів Зосимá.
 Коли в звільненій від турецького панування Греції було створено Національний Банк, Микола Павлович став одним з перших його співзасновників: він придбав відразу 500 акцій, не вимагаючи ніяких гарантій повернення цих грошей. Унікальну колекцію, яку все життя збирав його покійний брат Зой, (понад 18000 золотих, срібних та мідних монет та медалей) Микола Зосимá надіслав до Афін. Тривалий час цей щедрий дар братів Зосима зберігався «у сховищі Державної скарбниці у скрині, позначеній літерою Z». У 1857 р. ця нумізматична колекція братів Зосимів стала основою для створення Грецького Нумізматичного Музею в Афінах.
На вічну згадку про себе і своїх братів Микола Зосима подарував училищу, заснованому в Яніні, 180 срібних медальонів та 20 бронзових зображень грецьких філософів. Незважаючи на недоброзичливе ставлення з боку частини грецької громади (Миколі Павловичу приходилося часто судитися за повернення боргів), він, як щирий християнин, продовжував жертвувати чималі суми грошей на користь Грецьких церков та бідних членів братства, на придане дівчатам із збіднілих грецьких родин. Отримуючи за судовим присудом відсотки з позичених колись різним особам грошей, він передавав їх в розпорядженя Ніжинського Грецького Магістрату на благодійні цілі.
Свідченням високого авторитету, яким користувався Микола Павлович Зосимá серед ніжинських греків, був той факт, що його неодноразово, у продовж довгих років, обирали старостою Грецьких церков.
18 березня (за старим стилем) 1841 року, відчуваючи наближення кінця життєвого шляху, Микола Павлович Зосимá в присутності свідків склав заповіт, у якому розпорядився залишками родинного капіталу, що налічували близько 300000 карбованців сріблом. Оскільки Микола Зосимá, як і всі інші брати, був неодружений і прямих нащадків не мав, він поділив гроші поміж далекими родичами та найближчими приятелями. Але, залишаючись відданим принесеній ще в молодому віці клятві, більшу частину своїх заощаджень заповіддав на благодійні справи: на утримання штату та будівництво нових приміщень для училища братів Зосимá, богадільні, лікарні, церков та монастирів міста Яніни, на утримання сирітського притулку та школи на острові Патмос, а також на придане дівчатам із збіднілих родин греків з Яніни та навколишніх селищ. Грецькому братству в Ніжині він залишив свій кам'яний будинок в приході Спасо-Преображенської церкви, а також відказав гроші на утримання церкви Костянтина та Олени, на платню сторожу та упорядкування Грецького кладовища, на свічки для панікадил Грецько-Всіхсвятської церкви, на виготовлення коштовних риз для грецьких священиків та придане дівчатам з бідних родин ніжинських греків. Велику власну бібліотеку, що складалася з богослужбових та світських книжок грецькою та російською мовою, у тому числі виданих коштом братів Зосимів, Микола Павлович просив передати в користування ніжинських церков та Грецького Олександрівського училища. Чимало книг, з числа виданих братами Зосимами, згодом у складі бібліотеки Грецького Олександріського училища потрапили до книгосховища Ніжинського історико-філологічного інституту князя Безбородька, і тепер займають почесне місце в експозиції Музею рідкісної книги Ніжинського державного педуніверситету імені М.Гоголя.
В пам'ять про своїх батьків та братів Микола Павлович наостанок просив священиків Ніжинського Грецького братства щорічно відправляти на Грецьому кладовищі та в Михайлівській та Всіхсвятській церквах обідні. Влаштувавши усі фінансові та духовні справи, віддавши останні розпорядження душеприкажчикам, він з почуттям виконаного обов'язку тихо відійшов у вічність 16 лютого (за ст. стилем) 1842 року і був похований з усіма почестями в склепі біля вівтаря побудованої ним кладовищенської церкви, поруч з братом Анастасієм.
Коли звістка про смерть Миколи Зосима дійшла до Греції, в Афінах зібралися найповажніші люди Греції, щоб вшанувати пам'ять цих великих патріотів та меценатів. Як відзначалося в постанові, прийнятій цими обранцями грецького народу 30 березня 1842 року, «було звершене при всьому загалі святе поминання, на якому згадувалися імена Анастасія, Феодосія, Миколи, Зоя та Михаїла Зосимадів. Відразу ж було вирішено збудувати пам'ятник, достойний братів Зосима, на якому б було написано про всі їх добрі справи в ім'я Греції».
Книги, видані коштом братів Зосимів в Музеї рідкісної книги
Добра пам'ять про братів Зосимів і досі живе в Греції. Вдячні нащадки досьогодні вшановують благородних патріотів, які зробили стільки добрих справ для відродження еллінського духу та відновлення державної незалежності Греції. В місті Яніні, на батьківщині братів Зосимá, їх ім'ям названо вулицю, бібліотеку, Педагогічну Академію. На базі заснованого братами училища сьогодні діють дві гімназії та ліцей, а всім вихованцям цих учбових закладів за заповітом Миколи Павловича Зосими до цього часу символічно дарується тлумачний словник грецької мови. Випускники школи сьогодні живуть і працюють по всій Греції, але їх об'єднує в Асоціацію випускників школи братів Зосимá вдячність і світла пам'ять до видатних патріотів та просвітителів Греції.
На превеликий жаль, в Ніжині традицію вшанування пам'яті братів-меценатів на деякий час було забуто, а їхні поховання по-варварськи зруйновано. Кілька десятиліть пролежали біля вівтаря церкви Костянтина та Олени надгробки, скинуті з могил братів Зосимів. Але у 1991 році автору цих рядків, тоді ще працівнику історичного відділу Ніжинського краєзнавчого музею, пощастило після тривалих архівних та натурних пошуків відшукати місце поховання братів Зосимів, а згодом — знайти й масивні гранітні бази, на яких стояли пам'ятники. У 1993 році Ніжинська міська Рада виділила кошти на відновлення надгробків на могилах братів Анастасія та Миколи Зосимів. Відтоді ім'я братів надано Ніжинському міському товариству греків та одній з вулиць в історичному центрі Ніжина. Грецьке товариство імені братів Зосимів та громада Грецько-Всіхсвятської церкви відновило давню традицію вшанування пам'яті видатних братів-патріотів. Віднині на їх могилах щороку відбувається заупокійне богослужіння.